# Bristol Racer
El Bristol Racer (Type 72) fue un monoplano de carreras británico diseñado por Wilfrid Thomas Reid y construido por la Bristol Aeroplane Company en Filton, Inglaterra.

## Diseño y desarrollo

### Antecedentes
El Bristol Racer fue construido para demostrar las capacidades del motor Bristol Jupiter, diseñado por Roy Fedden. Frank Barnwell se había resistido a la idea de un avión especial, sosteniendo que el Bristol Bullet era adecuado para el propósito, pero cuando Barnwell dejó la compañía en octubre de 1921, Fedden y Wilfrid Reid, el sucesor de Barnwell como diseñador jefe, comenzaron a trabajar en un diseño de monoplano con un motor completamente cerrado. El trabajo de diseño detallado fue autorizado el 5 de diciembre y se emitió un encargo a la fábrica por un solo avión el 23 de enero de 1922.

### Diseño
El Bristol Racer era un monoplano de ala media monomotor y tren de aterrizaje retráctil, algo inusual para la época. El motor radial Bristol Jupiter IV de 360 kW (480 hp) estaba completamente encerrado dentro del fuselaje de sección circular, con una elaborada disposición de conductos para canalizar el aire de refrigeración sobre los cilindros. Se instaló un gran cono con una abertura central para admitir aire, construido en madera laminada arriostrada internamente mediante cables. El fuselaje, que aumentaba de diámetro hasta el borde de fuga del ala y luego se estrechaba hasta terminar en punta, estaba construido alrededor de un par de marcos circulares de acero a los que se montaban los muñones de la raíz del ala: detrás de esta estructura había un semimonocasco construido a partir de tres láminas de tulípero sobre aros que estaban arriostrados mediante cables radiales. Las alas recubiertas de tela tenían largueros compuestos de acero y madera y estaban diseñadas como en voladizo, sin cables de arriostramiento, y tenían cuerdas paralelas con puntas aflechadas y anchos alerones de envergadura completa, que representaban aproximadamente el 20 % de la cuerda del ala. El tren de aterrizaje era operado mediante una manivela y una transmisión por cadena, las patas estaban alojadas en canales en el fuselaje y las ruedas dentro de las raíces del ala.

## Historia operacional
Se construyó un avión en 1922 y se matriculó como G-EBDR el 27 de junio de 1922. Pilotado por Cyril Uwins, realizó su vuelo inaugural a principios de julio de 1922. Este vuelo reveló problemas de control causados por la torsión del ala provocada por los alerones demasiado grandes. Para el segundo vuelo se añadieron cables de arriostramiento al ala, pero inmediatamente después del despegue en un segundo vuelo, el cono se desintegró, los restos provocaron daños en la cubierta del ala y el vuelo se restringió a un solo circuito. El primer vuelo se había realizado con el cono sin pintar: posteriormente había sido pintado y el peso adicional de la pintura había provocado el fallo. Un tercer vuelo, sin ningún cono, reveló que todavía había un problema con los alerones. Se intentó corregir esto instalando un dispositivo que producía un pequeño movimiento de la superficie de control para pequeños movimientos de la palanca de mando, y la velocidad de desplazamiento de la superficie de control aumentaba progresivamente a medida que aumentaba el desplazamiento de la palanca. Este dispositivo, que utilizaba una leva en la parte inferior de la palanca de mando para desplazar un par de rodillos conectados a los alerones, funcionaba en tierra pero, bajo las cargas de vuelo, los rodillos se salían del contacto con la leva, lo que provocaba la pérdida del control lateral. Uwins realizó otro amplio circuito con el avión y nuevamente logró un aterrizaje seguro. Para el siguiente vuelo se eliminó el dispositivo de leva y se solucionó el problema de control reduciendo el área de los alerones a aproximadamente el 40 % de su área original. Al mismo tiempo se instaló un nuevo cono, diseñado para permanecer estático. Se realizaron tres vuelos más, y, durante los dos últimos, el tren de aterrizaje funcionó con éxito. Aunque el avión había sido inscrito para la competición Coupe Deutsch de la Meurthe de 1922, y se le había asignado el número de carrera 10, que fue pintado en la cola, no estaba en condiciones de competir, y aunque se sugirió que se utilizara como banco de pruebas de motores, sus características de vuelo eran totalmente inadecuadas para esta función y finalmente fue desguazado en 1924.

## Especificaciones
Referencia datos: Jackson

### Características generales
- Tripulación: Uno (piloto)
- Longitud: 6,6 m (21,6 ft)
- Envergadura: 7,7 m (25,2 ft)
- Planta motriz: 1× motor radial de 9 cilindros refrigerado por aire Bristol Jupiter IV.
  - Potencia: 358 kW (494 HP; 487 CV)
- Hélices: Bipala de paso fijo

### Rendimiento
- Velocidad máxima operativa (Vno): 353 km/h (219 MPH; 191 kt) (estimada)

## Aeronaves relacionadas

### Secuencias de designación
- Secuencia Numérica (interna de Bristol): ← 57 - 62 - 71 - 72 - 73 - 75 - 76 →